# Teorija relativnosti
Teoriji relativnosti  sta dve fizikalni teoriji, ki ju je objavil Albert Einstein: posebna teorija relativnosti in splošna teorija relativnosti. Izraz »relativnost« je skoval Max Planck leta 1908, da bi poudaril kako posebna teorija relativnosti (in kasneje splošna teorija relativnosti) upošteva načelo relativnosti. Einsteinu izraz ni bil všeč in je želel imenovati svojo (posebno) teorijo relativnosti teorijo invariant.

## Posebna teorija relativnosti
Einsteinov članek, objavljen 30. junija 1905, O elektrodinamiki premikajočih se teles (Zur Elektrodynamik bewegter Körper), je predstavil posebno teorijo relativnosti. Posebna teorija relativnosti pravi, da opazovalca v inercialnih opazovalnih sistemih, ki se drug glede na drugega gibljeta enakomerno, z nobenim poskusom ne moreta ugotoviti kateri od njiju je v »absolutnem gibanju«, oziroma kateri »miruje«. To je dejansko Galilejevo načelo relativnosti. Einstein je k temu načelu vključil pojave v elektriki in magnetizmu, zaradi katerih je morala Lorentzeva transformacija nadomestiti Galijejevo. Tako nastala teorija ima več presenetljivih posledic. Še posebej teorija zahteva, da je hitrost svetlobe v vakuumu neodvisna od opazovalca, ne glede na njegovo gibanje ali na gibanje vira svetlobe. Invariantnost hitrosti svetlobe je posledica Maxwellovih enačb.
Prednost posebne teorije relativnosti je to, da jo lahko izpeljemo iz dveh trditev (Einsteinova postulata):
- hitrost svetlobe v vakuumu je konstantna (to je 299.792.458 metrov na sekundo).
- fizikalni zakoni so enaki v vseh inercialnih opazovalnih sistemih.

## Splošna teorija relativnosti
Splošno teorijo relativnosti je Einstein objavil leta 1916 (kot niz predavanj jo je že 25. novembra 1915 poslal Pruski akademiji znanosti). Intenzivno jo je razvijal od leta 1907. Krajevna Lorentzeva simetrija v prisotnosti snovi nadomesti skupno Lorentzevo simetrijo posebne teorije relativnosti. Splošna teorija relativnosti je geometrijska teorija, kjer prisotnost snovi »ukrivlja« prostor-čas in ta ukrivljenost spreminja poti prostih delcev (in celo svetlobe). Za opis gravitacije, kot posledico geometrije prostora-časa, teorija uporablja matematična orodja diferencialne geometrije in tenzorjev, ki so bila ob njenem nastanku novost v fiziki. Teorija temelji na splošnem načelu relativnosti, ki zahteva da so fizikalni zakoni enaki za vse opazovalce, in ne samo za tiste, ki se gibljejo enakomerno. Od tod izvira tudi ime teorije.